# Choiroblemma
Choiroblemma is een geslacht van spinnen uit de  familie van de Tetrablemmidae.

## Soorten
- Choiroblemma bengalense Bourne, 1980
- Choiroblemma rhinoxunum Bourne, 1980